# مادام باترفلای (فیلم ۱۹۵۴)
مادام باترفلای (ایتالیایی: Madama Butterfly) یک فیلم موزیکال به کارگردانی کارمینه گالونه است که در سال ۱۹۵۴ منتشر شد. این فیلم بر پایهٔ اپرای مادام باترفلای اثرِ جاکومو پوچینی ساخته شد.

## بازیگران
- کائورو یاچیگوسا
- جانا ماریا کاناله
- یوشیو کوسوگی
- نیکلا فیلاکوریدی
- میچیکو تاناکا